# Médaille pour service irréprochable (Ukraine)
La médaille pour service militaire à l'Ukraine (en ukrainien : Медаль «За бездоганну службу») est une distinction instituée le 5 octobre 1996. Elle est instituée par décret présidentiel pour récompenser tout le personnel militaire ukrainien ayant un service professionnel et fidèle.

## Insignes
C'est une médaille ayant trois niveaux.

Ruban de la 1re classe
2e classe
3e Classe